# Nemia Soqeta
Pour les articles homonymes, voir Soqeta.

a Compétitions nationales et continentales officielles uniquement.

b Matchs officiels uniquement.
Dernière mise à jour le 28 août 2022.
Nemia Soqeta, né le 4 mars 1985 à Nadi (Fidji), est un joueur de rugby à XV international fidjien évoluant au poste de deuxième ligne ou troisième ligne.

## Biographie

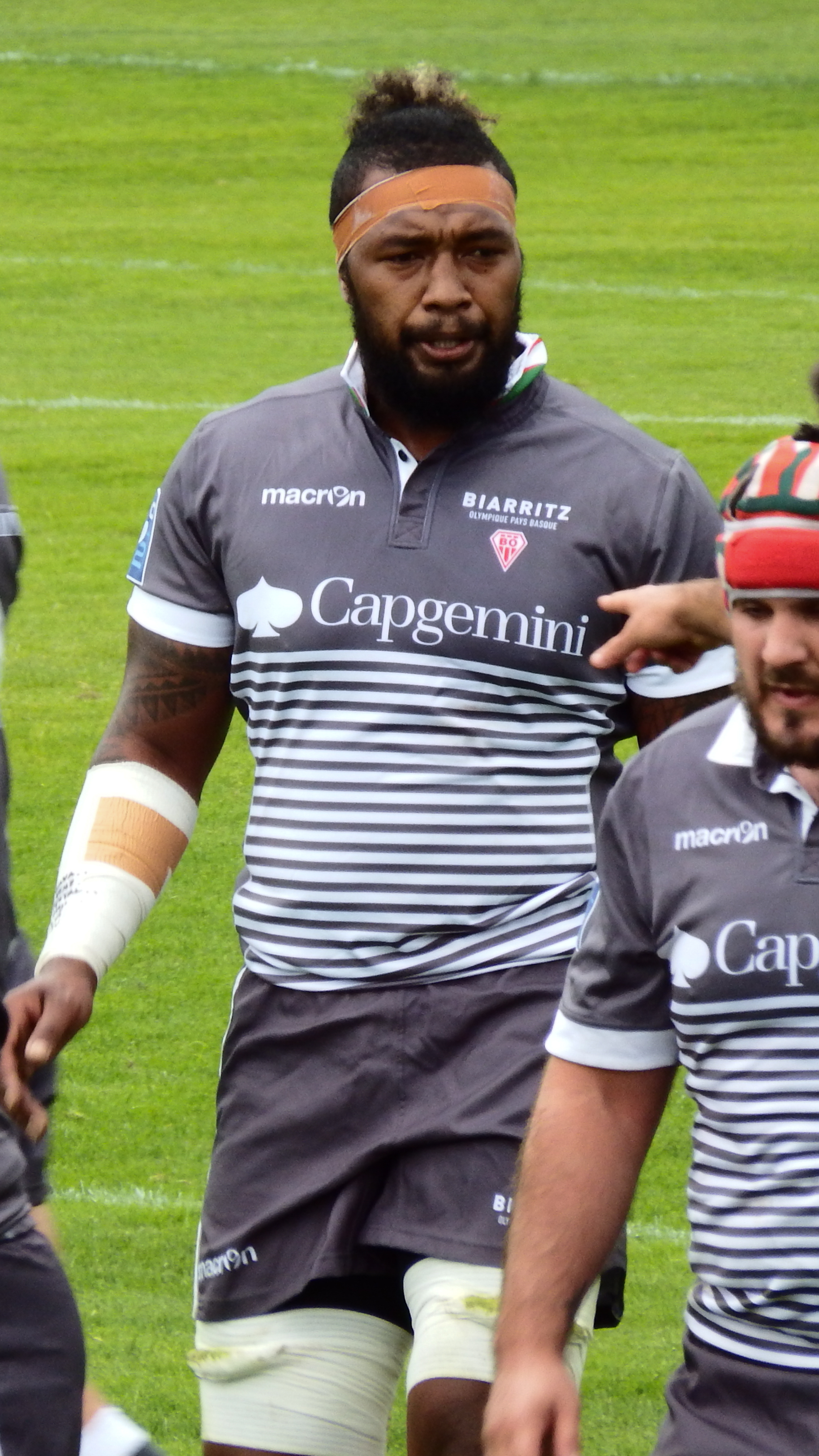
Nemia Soqeta évolue pendant quatre saisons sous le maillot du Biarritz olympique, ici en 10 2016.

Nemia Soqeta est issu d'une famille fidjienne dont sont issus les joueurs de rugby Tomasi et Noa Soqeta.
Il fait ses débuts professionnels en 2008 avec la province néo-zélandaise de Taranaki en championnat des provinces néo-zélandaises.
En 2010, il quitte la Nouvelle-Zélande pour le Japon en signant pour le club de Toyota Shokki Shuttles, au sein duquel il évoluera pendant deux saisons.
Après être retourné jouer une saison à Taranaki pour la saison 2013, il signe à l'US Oyonnax en Top 14 en décembre 2013, en tant que joueur supplémentaire jusqu'à la fin de saison.
Nemia Soqeta obtient sa première cape internationale avec l'équipe des Fidji le 8 novembre 2014 à l’occasion d’un test-match contre l'équipe de France à Marseille.
La saison suivante, il s'engage avec le Biarritz olympique en Pro D2 en tant que joker médical d'Erik Lund, avant de prolonger avec le BO. Il fait ensuite partie du groupe fidjien sélectionné pour participer à la Coupe du monde 2015 en Angleterre. Il dispute deux matchs contre l'Angleterre et le pays de Galles.
En fin de contrat à la fin de la saison 2017-2018, il n'est pas conservé par le BO. Il rejoint alors l'US Dax en Fédérale 1, signant un contrat d'un an. À l'issue de sa première saison en Fédérale 1, il prolonge pour une année supplémentaire.
Non reconduit au terme de la saison 2019-2020, interrompue par la pandémie de Covid-19 en France, il rejoint l'AS Bédarrides Châteauneuf-du-Pape en Fédérale 1.
À l'intersaison 2021, il porte le maillot du club de rugby à sept du Racing 92 lors des étapes de Toulouse et de La Rochelle du Supersevens,.
Après deux saisons au club de Bédarrides et Châteauneuf-du-Pape, il reste dans le Sud-Est dans le France et s'engage avec le Sporting Club royannais, club drômois de Saint-Jean-en-Royans évoluant en Fédérale 2, rejoignant son frère Noa alors entraîneur de l'équipe réserve.

## Palmarès
- Championnat de France de 2e division :
  - Demi-finaliste : 2017.

## Statistiques en équipe nationale
- 15 sélections[3].
- 5 points (1 essai)[3].
- Sélections par année : 3 en 2014, 6 en 2015, 6 en 2016[3].
- Participation à la Coupe du monde 2015[3].